# Michael Jackson (cestista)
Michael Derek Jackson (Fairfax, 13 luglio 1964) è un ex cestista statunitense, professionista nella NBA.

## Carriera
Dopo aver giocato a livello liceale per la South Lake High School di Reston, Virginia è passato alla Georgetown University dove ha speso quattro stagioni viaggiando a 9,8 punti e 5,1 assist di media a partita, vincendo anche il titolo NCAA nella stagione 1983-84, quando era compagno di squadra di Patrick Ewing.
Finita la carriera NCAA viene scelto dalla NBA nel draft NBA 1986 al secondo giro con il numero 23 dai New York Knicks.
Gioca nella NBA tre stagioni, per un totale di 89 partite e 888 minuti spesi sul campo di gioco. La media punti è 2,1.

## Palmarès
- Campione NCAA (1984)